# La morte arriva con la valigia bianca
La morte arriva con la valigia bianca (Hickey & Boggs) è un film del 1972 diretto da Robert Culp.
Il film è interpretato da Bill Cosby e dallo stesso Culp; i due avevano già lavorato insieme nella serie Le spie che diede ad entrambi la fama internazionale.

## Trama
Due poliziotti, Hickey e Boggs, indagano sul caso di una ragazza scomparsa con una valigia bianca, nella quale una banda di rapinatori ha nascosto il bottino di una rapina in banca.

## Critica
Il film ha ricevuto generalmente recensioni positive.